# Склерозација вена
Склерозација вена или склеротерапија  једна је од метода у лечењу проширених вена. Ова терапија се сматра  методом избора за мале проширене вене. Међутим склерозирање није лек, за разлику од операције бајпаса, јер она има привремени ефекат. Ова метода не лечи основну болест и не побољшава доток крви, тако да пацијент мора поштовати  све препоруке лекара избегавати пушење, прегревања или прехладу и ограничити оптерећење на ноге.
Ову терапију треба да ради искључиво специјалиста васкуларни хирургије или специјалиста дерматолог. Деловање лека зависи не само од компоненти, већ и од искуства лекара-флеболога. Склероза се може поновити након неког времена, а трајање ефекта зависи од индивидуалних карактеристика тела.

## Опште информације
Склерозирање вена је поступак у коме одређени хемијски агенси убризгани у вену оштећују зид вене са намером да у њој покрене процес који ће довести до оклузије третиране вене. У ту сврху се користи течни склерозант или склерозирајућа пена. Оклудиране вена након што преусмерекрв кроз здраве вене, ременом бивају апсорбује у локално ткиво. Овај процес траје од неколико недеља, до неколико месец дана или више да би се виде пуни резултати. У неким случајевима може бити потребно спровести и неколико третмана склеротерапије како би се добили добри резултати.
Вене које реагују на лечење се углавном не враћају, али се могу појавити нове прођирене вене. Месец дана након процедуре лекар ће утврдити  колико је поступак функционисао и да ли је потреба још третмана. Генерално, потребно је да сачека  око шест недеља пре него што се пацијент подвргнете још једном третману склеротерапије.

## Индикације
Склеротерапија може бити прикладна за све људе са проширеним венама или паук венама, ако за то не постоје контраиндикације.

## Контраиндикације
Контариндикације за склерозацију вена обухватају:
- активну дубоку венску тромбозу или тромбозу површинских вена (крвни угрушак).
- трудно, мора се сачекате најмање три месеца након порођаја пре склеротерапије,
- дојење (грудно дојење).
- немогућност устајања из кревета.

## Поступак
Склерозација вена не захтева анестезију и обично се изводи у ординацији дерматолошког хирурга. Процедура траје око 15 до 30 минута, али тачно време зависи од величине површине и броја вена које се третирају. Током поступка, пацијент лежи на леђима са благо подигнутим ногама. Након чишћења подручја које треба третирати одговарајучом иглом унеси се раствор у циљану вену, што  изазива бубрење зидова вена, лепљење и затварање лумена и заустављање проток крви.
У зависности од величине, једна вена ће можда морати да се убризгава више пута. Третман се мора изводити у размаку од неколико недеља или месеци. Током једне сесије третмана може се убризгати више вена.
Склерозација вена се заснива на примени:
- течног склерозанта
- склерозантне пене, која има предност у односу на течни склерозант јер се са мањом количином склерозанта (али већом запремином) вена боље пуни, односно пена „изгура“ крв из вене и остварује бољи и дуготрајнији контакт склерозанта и  зида вене. Једна од карактеристика пене је и присуство ваздушних мехурића  који представљају контрастно средство за ултразвучно снимање, којим се може детектовати пролазак пене кроз вену и праћење његово ширење.Овим се повећава безбедност процедуре, јер је могуће избећи прелазак пене у дубоке вене и оштећење дубоких вена, венски систем и плућну циркулација.

Након оштећења зида вене склерозантом, следећи процеси у вени могу ићи у два правца.У идеалном случају, одмах након оштећења зида вене, зид вене се  слепљује, а упални процес доводи до фиброзне септације и дефинитивног затварања вене.
У одређеном броју случајева , након склерозирања долази до мање или више израженог тромбофлебитиса који се манифестује индурацијом, црвенилом, топлотом и болом у пределу третираних вена. У овим случајевима исход може бити: потпуно или делимично затварање вене, али се вена може и потпуно реканализовати. У том случају по потреби поступак се може поновити.

### Опоравак
Након процедуре, важно је ходати како би се спречило стварање крвних угрушака у ногама. Већина пацијената се враћа својим нормалним активностима истог дана, уз поштовање следећих мера:
Избегавање излагања сунцу - третирана подручја најмање две недеље након процедуре, јер упала изазвана ињекцијама у комбинацији са излагањем сунцу може довести до тамних мрља на кожи, посебно ако пацијент већ имате тамну кожу.
Ношење компресивних еластични завоја, односно еластичних чарапа- да би се одржала компресију на третираним венама. И док неки лекари уопште не користе компресивну терапију након склерозирања ретикуларних вена и телангиектазије, други сматрају да треба користити исте принципе као и за склерозирање већих вена. Градуисана компресија је „основна терапије“ венских улцерација (компресивни завој, медицинске чарапе са градуисаним притиском, компресивна „чизма“, нееластичне бандажа). Градуисаном компресивном терапијом постиже се притисак од 40 mmHg око прста до 17 mmHg до испод колена. Еластични завој мора бити постављен од прста до испод колена, уз претходно елевирану ногу или у кревету пре устајање.  Компресиона терапија се може применити у виду еластичних чарапа компресијског нивоа два, које су прилагођене пацијенту у трајању од 5 до 7 дана. Након истраживања показало се да већ три дана примене компресивне терапије после склерозе ретикуларних вена и таласагиектазије дају значајно боље резултате него када се не примењује компресивна терапија, а да се нешто бољи резултати могу очекивати ако се компресивна терапија примењује три недеље.
Придржавање 48 сати након процедуре, следећих смерница
- избегавати аспирин, ибупрофен и друге антиинфламаторне лекове. Могу се узети ацетаминофен ако је потребан за ублажавање болова,
- избегавати купање у врућој купки или седењеу хидромасажном базену или сауни. Може  се туширати, али вода треба да буде хладнија него иначе,
- прати места убода благим сапуном и млаком водом,
- избегавати вруће облоге или било који облик топлоте на третирана подручја,

## Компликације
Склеротерапија може довести до неколико озбиљних компликација.

### Привремени нежељени ефекти
Неки нежељени ефекти који се могу јавити на месту ињекције укључују:
- модрице
- повишене црвене површине,
- мале ране на кожи,
- затамњена кожа у облику линија или мрља,
- више малих црвених крвних судова,

Ови нежељени ефекти обично нестају у року од неколико дана до неколико недеља. Неким нежељеним ефектима могу бити потребни месеци или чак године да потпуно нестану.

### Нежељени ефекти који могу захтевати лечење
Остале компликације су мање уобичајене, али могу захтевати лечење, и укључују:
Упала
Упала вена је обично блага, али може изазвати оток, топлоту и нелагодност око места убода, отицање глежњева или стопала, или грчеве у мишићима.
Мали, болни чиреви
На местима лечења, могу развити чиреви (мале ране) одмах након третмана или након неколико дана. Ово се дешава када део раствора побегне у околну кожу или уђе у малу артерију на месту третмана. Могу се успешно лечити, али је важно да одмах обавестите дерматолога ако се развију. 
Крвни угрушак
Грудвица згрушане крви могу се формирати у третираној вени и понекад захтевају дренажу. Ретко, крвни угрушак може доспети до дубљих вене на нози (дубока венска тромбоза).  Дубока венска тромбоза носи ризик од плућне емболије (веома ретка компликација склеротерапије), у којој угрушак путује од ноге до плућа и блокира витални крвни суд. 
Смеђе линије или мрље на кожи на местима ињекције
Затамњене области могу настати када крв побегне из третираних вена. Вероватно се формирају од гвожђа у крви. Ова тамна подручја се чешће јављају код пацијената који имају веће вене или пацијената који лако поцрне. У већини случајева нестају у року од годину дана, али понекад трају дуже.
Групе финих црвених крвних судова
У близини места убризгавања већих крвних судова, код отприлике једна трећина пацијената развија се групе крвних судова, посебно на бутинама. Већина нестаје сама, некима су потребни додатни третмани ињекцијама или ласерска терапија, а неколико крвних судова можда неће нестати током лечења.
Ваздушни мехурићи
Ситни ваздушни мехурићи могу доспети у крвоток, и обично не изазивају увек симптоме, али могу бити праћени и симптомима који укључују сметње вида, главобоље, несвестицу и мучнину. Ови симптоми углавном врло брзо нестају.
Алергијска реакција
Могућа је појава алергијских реакција код имунокомпромитованих особа,  на склерозантни раствор који се користи за лечење, али то није уобичајено.